# Иранские гунны
Иранские гунны — группы различных племён, которые жили в Афганистане и соседних районах между четвёртым и седьмым веками и распространились на северо-запад Индийского субконтинента. Они тождественны племенам хуна индийских источников. Они также угрожали северо-восточным границам Сасанидской Персии и вынудили шахов вести против них множество плохо задокументированных кампаний. Сам термин был введён Робертом Гёблом в 1960-х годах и основан на его исследовании монет. Термин «иранские гунны», введенный Гёблем, иногда принимался в исследованиях, особенно в немецких академических кругах, и отражает то, как некоторые наименования и надписи кидаритов с эфталитами использовали иранский язык, а также факт нахождения большей части населения под управлением иранцев. Происхождение вызывает споры. Хотя Гёбль описывает четыре группы, недавние исследования иногда описывают хионитов как пятую группу. В недавних исследованиях обсуждается вопрос о том, пришли ли вновь прибывшие одной волной или несколькими волнами разных народов. Термин «иранские гунны» обычно не используется в английских источниках за пределами Encyclopædia Iranica. «Хунн» используется в широком смысле, и эти люди могли быть частично неираноязычными. Серьёзную проблему представляет то, что до распространения ислама и повторного появления китайцев при династии Тан около 700 г. н. э. источники по истории центральной Азии скудны. С иранскими гуннами связаны уар, хунны и неопределённые термины из различных языков, таких как «белые гунны», «красные гунны» и прочие.

## Проблемы с источниками и названиями
Иранских гуннов не следует путать с собственно гуннами, то есть с народом Аттилы. У нас есть несколько письменных сообщений из поздней античности, из Китая и Индии, где они упоминаются как гунны. Большая часть нашей информации поступает из изучения монет, многие из которых были найдены. Эти монеты поднимают множество проблем хронологии и интерпретации. Кроме того, монеты иранских гуннов не всегда могут быть отнесены к определенному правителю.
В четвертом веке различные центральноазиатские племена начали нападать на Персидскую Сасанидскую империю. Источники иногда называют этих людей гуннами, но их происхождение неясно. Вероятно, они не имели отношения к гуннам, которые появились в южнорусских степях около 375 г. и напали на Римскую империю. Эти два термина следует чётко разделить. Как и «скифских гуннов» в его различных формах широко использовался древними историками для обозначения различных степных племён, о которых они мало знали. В современных исследованиях часто считается, что термин «гунны» из-за его известности часто использовался для обозначения различных смешанных групп и не должен пониматься как название конкретной этнической группы. Иранских гуннов традиционно относят к числу ираноязычных народов. Иранские гунны, согласно Роберту Гёблу, считаются тождественными племенам хуна из индийских источников. В отличие от многих других кочевников-захватчиков, иранские гунны основали свои собственные, более или менее стабильные владения и оказались заклятыми врагами персов. Это также нашло отражение в более поздней традиции вплоть до исламского периода; Так, в известном национальном эпосе Фирдоуси «Шахнаме» жители Турана предстают наследственными врагами персов. В недавних исследованиях возникает спорный вопрос, прибыли ли пришельцы на северо-восточную границу империи Сасанидов в одном поезде во второй половине 4 века или это были последующие волны разных групп.
Хуна, согласно альтернативному мнению, были связаны с хуннами. Джеральд Ларсон предполагал, что хуна были тюрко-монгольской группой родом из Центральной Азии.

## Хиониты
Хиониты не были включены в классификацию Роберта Гёбля, потому что они не оставили монеты. Более поздние исследования обнаружили связь между хионитами и первой волной иранских гуннов Гёбля. В 350 году нашей эры группа племен под названием Хиониты начала нападение на Империю Сасанидов. Они завоевали Бактрию, но Шапур II в конце концов победил их. Позже они вступили в союз с персами, участвовали в римско-персидской войне и присоединились к осаде Амиды (359) под властью своего царя Грумбата. Письменные отчеты исходят, в частности, от Аммиана Марцеллина. Среднеперсидский термин Хион кажется, связан как с «Хионитами», так и с «Гуннами», но не означает, что все группы с этим именем были связаны или этнически однородны. Среди иранских гуннов, за исключением, возможно, хионитов, мы можем распознавать определенные иранские элементы, в частности, бактрийский язык как административный язык и надписи на монетах.

## Кидариты

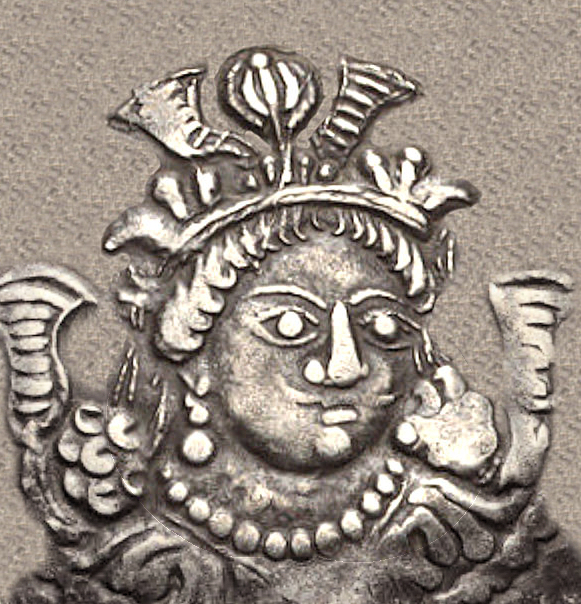
Портрет кидаритского царя Кидара, около 350—386 гг. Чеканка кидаритских гуннов имитировала сасанидскую имперскую чеканку, за исключением того, что они отображали чисто выбритые лица вместо бород сасанидских.

Первой группой Гёбля были кидариты, которые примерно в конце четвертого века были причастны к последствиям падения Кушанской империи (после 225, см. Кушано-Сасанидское царство). Недавние исследования показали, что кидариты каким-то образом произошли от хионитов, так что эти две группы не могут быть строго разделены. Обе группы были серьезными противниками персов. Приск сказал, что Сасаниды боролись с «кидаритскими гуннами». Вероятно, это было во времена Бахрама V (420—438) и, конечно, во времена Йездигерда II (438—457). Известно, что персы платили дань кидаритам. Название происходит от их первого известного правителя Кидара (около 350—385 гг.). Они делали монеты в подражание Кушано-Сасанидам, которые ранее правили этой территорией. В районе Кабула было найдено множество кладов с монетами, что позволяет датировать начало их правления примерно 380 годом. Кидаритские монеты, найденные в Гандхаре, предполагают, что их правление иногда распространялось на северную Индию. Их монеты имеют надписи на бактрийском, согдийском и среднеперсидском языках, а также шрифтом брахми. Их власть упала в конце пятого века. Их столица, Балх, пала в 467 году, вероятно, после великой победы Пероза I над их королем Кунхасом. Их правление в Гандхаре длилось по крайней мере до 477 года, поскольку в том году они отправили посольство к династии Северная Вэй. Они вроде бы продержались в Кашмире еще немного, а потом все следы исчезают. К этому времени эфталиты обосновались в Бактрии, и алхоны изгнали кидаритов из земель к югу от Гиндукуша.

## Алхоны

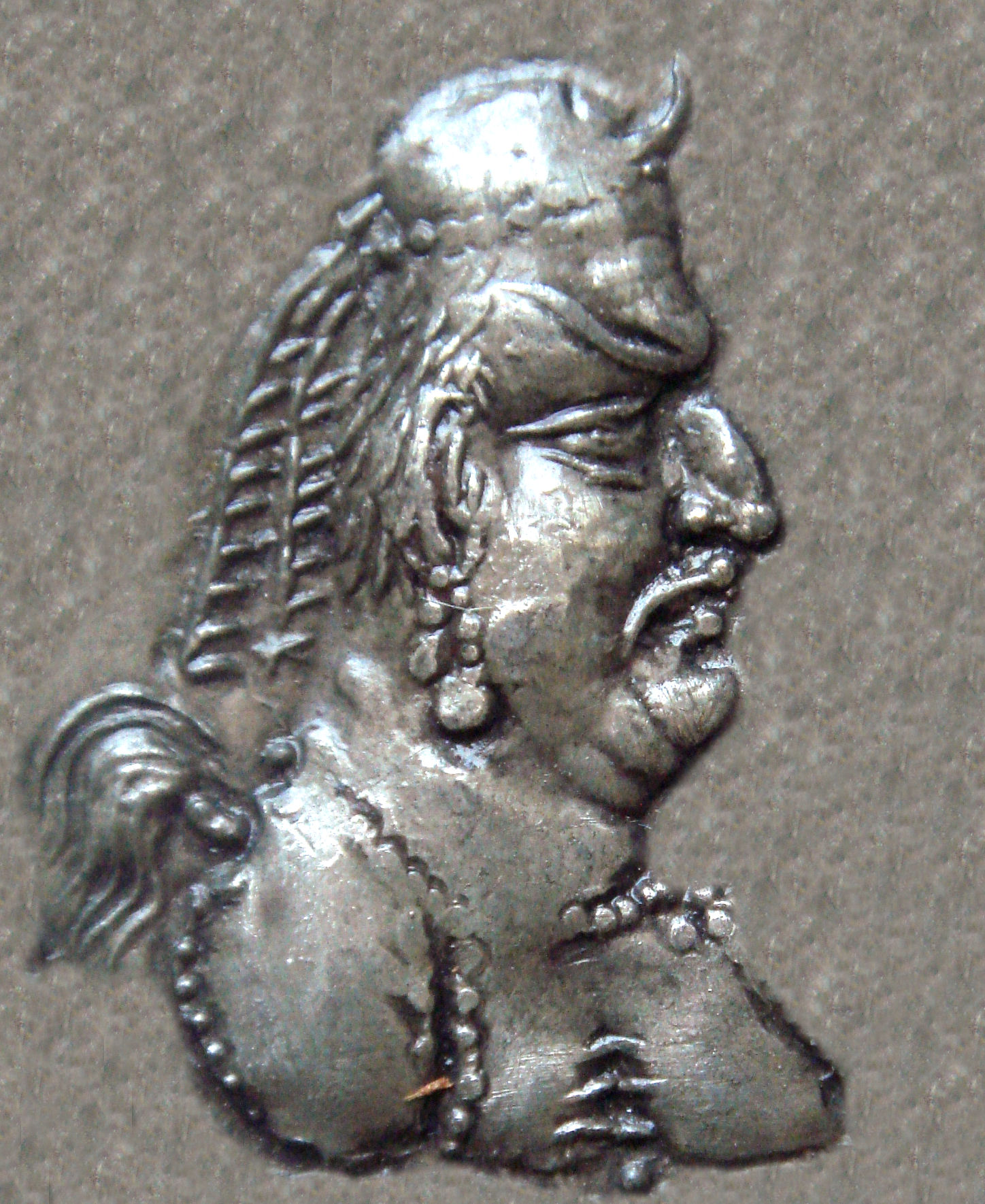
Портрет царя Хингилы, основателя гуннов Алхонов, ок. 430—490 гг. н. э.

Второй волной были алхоны, обосновавшиеся в районе Кабула около 400 г. Их история была реконструирована почти исключительно по кладам монет. Их монеты основаны на моделях Сасанидов, вероятно, потому, что они переняли персидский монетный двор в Кабуле. На их монетах выбито бактрийское слово «Alxanno», от которого и произошло название «Alkhon». Неясно, означает ли это слово племя, правителя или королевский титул. При их царе Хингиле (умер около 490 г.) они напали на Гандхару и изгнали кидаритов. Их следующие нападения на индийских принцев, похоже, не увенчались успехом. В начале шестого века они расширились от Гандхары до северо-западной Индии и практически разрушили правление Гуптов, чьи монеты они имитировали. Это утверждение о вторжении алхонов полностью основано на находках монет, поскольку индийские источники называют всех северных захватчиков «гуннами», включая, возможно, эфталитов. При Торамане и его сыне Михиракуле (515—540 / 50?) Они были особенно агрессивны. Михиракула изображается негативно и обвиняется в преследовании буддистов. Примерно в середине шестого века их власть на севере Индии рухнула. Михиракула потерпел серьёзное поражение в 528 году, и после этого его власть была ограничена. Его столицей была Сакала в Пенджабе, который когда-то был важным индо-греческим центром. После его смерти (550?) Они прекратили свои атаки. Несмотря на свою непродолжительность, вторжение хуна было разрушительным в политическом и культурном плане для Индии. Позже некоторые из алхонов, похоже, вернулись в Бактрию.

## Незак

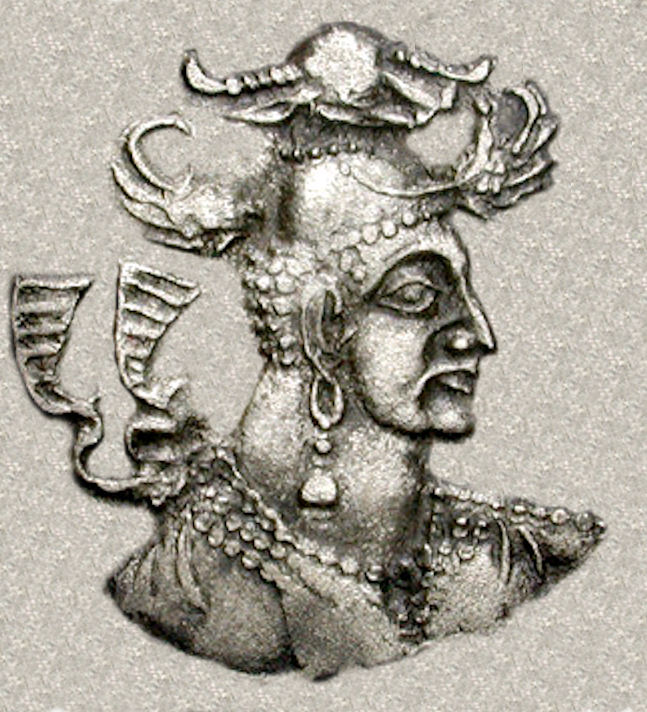
Правитель гуннов Незак, около 460—560 гг.

Третьей волной Гёбля были незаки гунны, поселившиеся вокруг Кабула. Ранние ученые называли их «Напки». Точная хронология неясна. Первые письменные отчеты относятся к началу седьмого века. Некоторые закладывают свое основание в конце шестого века после падения эфталитов. Монеты предполагают фундамент в конце пятого века. Если принять раннюю датировку, они находились под давлением эфталитов. Их монеты в значительной степени основаны на моделях Сасанидов, но их легко узнать по характерным коронам в виде головы быка, которые позволяют разделить монеты на типы. Похоже, что вернувшиеся группы алхонов встретились с низаками и создали смешанный алхоно-низакский язык. Несомненно, они расширились до Гандхары и чеканили там монеты. Китайские источники начала седьмого века доказывают, что их столицей была Каписа. Их остатки к югу от Гиндукуша, похоже, были уничтожены арабским завоеванием в конце седьмого века.

## Эфталиты

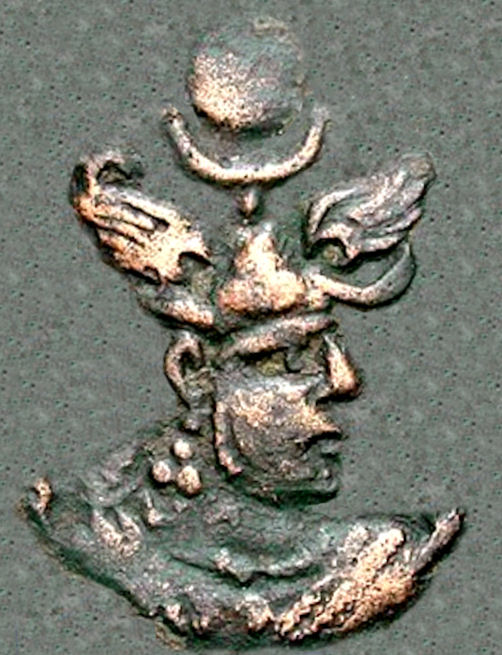
Царь-эфталитов в короне сасанидского императора Пероза I. Конец V века нашей эры.

Четвертой и самой важной волной были эфталиты, прибывшие в середине пятого века. Как и в случае с другими группами, установить точную хронологию сложно. Из более поздних персо-арабских источников, таких как Ат-Табари, следует, что они были противниками персов уже в первой половине пятого века, хотя в источниках используется расплывчатый термин «тюрк». В нескольких сообщениях греко-римских авторов, которые часто мало знали о событиях так далеко на востоке, мало различий между разными группами, и кажется более вероятным, что они относятся к другим иранским гуннам, прибывшим до собственно эфталитов. Прокопий назвал их «белыми гуннами», и он дал некоторую информацию о них. Их монеты основаны на персидских моделях.
Из надписей на некоторых эфталитских монетах можно выделить, что одним из самоназваний эфталитов было слово «хион» (на монетах OIONO), что позволяет трактовать это указание на принадлежность эфталитов к одной из ветвей хионитов.
К концу V века они распространились из восточного Тохаристана (Бактрии) и взяли под контроль несколько соседних территорий. Они распространились не на Индию, а на Трансаксену. Хуна, о которых сообщается из индийских источников, вероятно, были алхонами (см. Выше). К началу шестого века они контролировали значительную территорию в Бактрии и Согдии.
У эфталитов было много конфликтов с персами. В 484 году Пероз I пал в битве против эфталитов, которые уже нанесли ему поражение. В 498/99 году они восстановили Кавада I на престоле. Похоже, что персы платили дань, по крайней мере, иногда. Среди иранских гуннов самой серьезной угрозой для персов были эфталиты. Сирийские и армянские источники сообщают о неоднократных попытках Сасанидов обезопасить свою северо-восточную границу, что привело к катастрофе для Пероза I, ранее победившего кидаритов. Согласно Прокопию, у них была эффективная система правления с царем на вершине, и, по крайней мере, после завоевания Бактрии и Согдианы, они больше не были кочевниками. Они использовали бактрийский язык в качестве административного языка и использовали городские центры своего царства, особенно Горго И Балх. Около 560 г. их царство было разрушено союзом персов и гёктюрков. Остатки эфталитов просуществовали до арабского завоевания в конце седьмого и в начале восьмого веков.